# NHK 대하드라마
NHK 대하드라마(일본어: NHK 大河ドラマ 엔에이치케이 타이가 도라마[*])는 일요일 오후 8시에 방영하는 NHK가 1963년부터 매년 다른 주제로 제작·방송하는 시대극 드라마 시리즈이다.

## 개요
주로 역사상의 인물이나 사건 등을 주제로, 매년 1월부터 12월까지 1년간 49화에서 50화가 방송되었으며 현재는 해마다 46화에서 47화가 방영된다. 그러나 실존하지 않는 인물이 등장하는 경우도 많고, 또 작품에 따라서 주인공이 가공의 인물인 경우도 있다. 연말에는 총 3~4시간 정도의 총집편도 제작되는데, 작품에 따라서 다음 해에 방송된 경우도 있다. 이전에는 총집편이 방송된 다음에 모든 이야기를 재방송 하는 경우는 거의 없었지만, 스카파!의 전문 채널에서 전화가 방송되거나 NHK 디지털 위성 하이비전으로 재방송 되는 경우도 많아졌다.

## 작품 목록
- 역대 35%를 초과한 시청률은 빨간색, 20% 이하의 시청률은 파란색[1]

### 1960년대
| - | 제목                         | 방영년도 | 방영일 (첫방/종방) | 총방영 횟수 | 원작자                          | 극본                        | 주인공                          | 주인공                                       | 시청률(간토) | 시청률(간토) | 비고              |
| - | 제목                         | 방영년도 | 방영일 (첫방/종방) | 총방영 횟수 | 원작자                          | 극본                        | 역사인물                        | 배우                                         | 최고         | 평균         | 비고              |
| - | ---------------------------- | -------- | ------------------ | ----------- | ------------------------------- | --------------------------- | ------------------------------- | -------------------------------------------- | ------------ | ------------ | ----------------- |
| 1 | 꽃의 생애 (花の生涯)         | 1963년   | 4월 7일            | 39회        | 후나하시 세이이치 (舟橋 聖一)   | 호죠 마코토 (北條 誠)       | 이이 나오스케 (井伊 直弼)       | 오노에 쇼로쿠 (2대) (尾上 松緑)              | 32.3%        | 20.2%        |                   |
| 1 | 꽃의 생애 (花の生涯)         | 1963년   | 12월 29일          | 39회        | 후나하시 세이이치 (舟橋 聖一)   | 호죠 마코토 (北條 誠)       | 이이 나오스케 (井伊 直弼)       | 오노에 쇼로쿠 (2대) (尾上 松緑)              | 32.3%        | 20.2%        |                   |
| 2 | 아코 낭인 (赤穂浪士)         | 1964년   | 1월 5일            | 52회        | 오사라기 지로 (大佛 次郞)       | 무라카미 겐조 (村上 元三)   | 오이시 구라노스케 (大石 內藏助) | 하세가와 카즈오 (長谷川 一夫)                | 53.0%        | 31.9%        | 역대 최고 시청률. |
| 2 | 아코 낭인 (赤穂浪士)         | 1964년   | 12월 27일          | 52회        | 오사라기 지로 (大佛 次郞)       | 무라카미 겐조 (村上 元三)   | 오이시 구라노스케 (大石 內藏助) | 하세가와 카즈오 (長谷川 一夫)                | 53.0%        | 31.9%        | 역대 최고 시청률. |
| 3 | 태합기 (太閤記)              | 1965년   | 1월 3일            | 52회        | 요시카와 에이지 (吉川 英治)     | 모기 소스케 (茂木 草介)     | 도요토미 히데요시 (豊臣 秀吉)   | 오가타 켄 (緒形 拳)                          | 39.7%        | 31.2%        |                   |
| 3 | 태합기 (太閤記)              | 1965년   | 12월 26일          | 52회        | 요시카와 에이지 (吉川 英治)     | 모기 소스케 (茂木 草介)     | 도요토미 히데요시 (豊臣 秀吉)   | 오가타 켄 (緒形 拳)                          | 39.7%        | 31.2%        |                   |
| 4 | 미나모토노 요시쓰네 (源義経) | 1966년   | 1월 2일            | 52회        | 무라카미 겐조 (村上 元三)       | 무라카미 겐조 (村上 元三)   | 미나모토노 요시쓰네 (源 義經)   | 오노에 키쿠노스케 (4대) (四代目 尾上 菊五郎) | 32.5%        | 23.5%        |                   |
| 4 | 미나모토노 요시쓰네 (源義経) | 1966년   | 12월 25일          | 52회        | 무라카미 겐조 (村上 元三)       | 무라카미 겐조 (村上 元三)   | 미나모토노 요시쓰네 (源 義經)   | 오노에 키쿠노스케 (4대) (四代目 尾上 菊五郎) | 32.5%        | 23.5%        |                   |
| 5 | 세 자매 (三姉妹)             | 1967년   | 1월 1일            | 52회        | 오사라기 지로 (大佛 次郞)       | 스즈키 나오유키 (鈴木 尚之) | 나가이 무라 (永井 むら)         | 오카다 마리코 (岡田 茉莉子)                  | 19.1%        | 27.0%        | 가상 사극.        |
| 5 | 세 자매 (三姉妹)             | 1967년   | 12월 24일          | 52회        | 오사라기 지로 (大佛 次郞)       | 스즈키 나오유키 (鈴木 尚之) | 나가이 루이 (永井 るい)         | 후지무라 시호 (藤村 志保)                    | 19.1%        | 27.0%        | 가상 사극.        |
| 5 | 세 자매 (三姉妹)             | 1967년   | 12월 24일          | 52회        | 오사라기 지로 (大佛 次郞)       | 스즈키 나오유키 (鈴木 尚之) | 나가이 유키 (永井 雪)           | 구리하라 고마키 (栗原 小巻)                  | 19.1%        | 27.0%        | 가상 사극.        |
| 6 | 료마가 간다 (竜馬がゆく)     | 1968년   | 1월 7일            | 52회        | 시바 료타로 (司馬 遼太郎)       | 미즈키 요코 (水木 洋子)     | 사카모토 료마 (坂本 龍馬)       | 키타오오지 킨야 (北大路 欣也)                | 22.9%        | 14.5%        |                   |
| 6 | 료마가 간다 (竜馬がゆく)     | 1968년   | 12월 29일          | 52회        | 시바 료타로 (司馬 遼太郎)       | 미즈키 요코 (水木 洋子)     | 사카모토 료마 (坂本 龍馬)       | 키타오오지 킨야 (北大路 欣也)                | 22.9%        | 14.5%        |                   |
| 7 | 하늘과 땅과 (天と地と)       | 1969년   | 1월 5일            | 52회        | 카이온지 초고로 (海音寺 潮五郎) | 나카이 타츠오 (中井 多津夫) | 우에스기 겐신 (上杉 謙信)       | 이시자카 코지 (石坂 浩二)                    | 32.4%        | 25.0%        |                   |
| 7 | 하늘과 땅과 (天と地と)       | 1969년   | 12월 28일          | 52회        | 카이온지 초고로 (海音寺 潮五郎) | 스도 이즈호 (須藤 出穂)     | 우에스기 겐신 (上杉 謙信)       | 이시자카 코지 (石坂 浩二)                    | 32.4%        | 25.0%        |                   |
| 7 | 하늘과 땅과 (天と地と)       | 1969년   | 12월 28일          | 52회        | 카이온지 초고로 (海音寺 潮五郎) | 스기하라 기호 (杉山 義法)   | 우에스기 겐신 (上杉 謙信)       | 이시자카 코지 (石坂 浩二)                    | 32.4%        | 25.0%        |                   |

### 1970년대
| -  | 제목                                  | 방영년도 | 방영일 (첫방/종방) | 총방영 횟수 | 원작자                          | 극본                          | 주인공                          | 주인공                                  | 시청률(간토) | 시청률(간토) | 비고              |
| -  | 제목                                  | 방영년도 | 방영일 (첫방/종방) | 총방영 횟수 | 원작자                          | 극본                          | 역사인물                        | 배우                                    | 최고         | 평균         | 비고              |
| -- | ------------------------------------- | -------- | ------------------ | ----------- | ------------------------------- | ----------------------------- | ------------------------------- | --------------------------------------- | ------------ | ------------ | ----------------- |
| 8  | 전나무는 남았다 (樅ノ木は残った)      | 1970년   | 1월 4일            | 52회        | 야마모토 슈고로 (山本 周五郎)   | 모기 소스케 (茂木 草介)       | 하라다 가이 (原田 甲斐)         | 히라 미키지로 (平 幹二朗)               | 27.6%        | 21.0%        |                   |
| 8  | 전나무는 남았다 (樅ノ木は残った)      | 1970년   | 12월 27일          | 52회        | 야마모토 슈고로 (山本 周五郎)   | 모기 소스케 (茂木 草介)       | 하라다 가이 (原田 甲斐)         | 히라 미키지로 (平 幹二朗)               | 27.6%        | 21.0%        |                   |
| 9  | 봄의 언덕길 (春の坂道)                | 1971년   | 1월 3일            | 52회        | 야마오카 소하치 (山岡 荘八)     | 스기하라 기호 (杉山 義法)     | 야규 무네노리 (柳生 宗矩)       | 나카무라 킨노스케 (中村 錦之助)         | 27.5%        | 21.7%        |                   |
| 9  | 봄의 언덕길 (春の坂道)                | 1971년   | 12월 26일          | 52회        | 야마오카 소하치 (山岡 荘八)     | 스기하라 기호 (杉山 義法)     | 야규 무네노리 (柳生 宗矩)       | 나카무라 킨노스케 (中村 錦之助)         | 27.5%        | 21.7%        |                   |
| 10 | 신·헤이케 이야기 (新・平家物語)       | 1972년   | 1월 2일            | 52회        | 요시카와 에이지 (吉川 英治)     | 히라이와 유미에 (平岩 弓枝)   | 다이라노 기요모리 (平 清盛)     | 나카다이 타츠야 (仲代 達矢)             | 27.2%        | 21.4%        |                   |
| 10 | 신·헤이케 이야기 (新・平家物語)       | 1972년   | 12월 24일          | 52회        | 요시카와 에이지 (吉川 英治)     | 히라이와 유미에 (平岩 弓枝)   | 다이라노 기요모리 (平 清盛)     | 나카다이 타츠야 (仲代 達矢)             | 27.2%        | 21.4%        |                   |
| 11 | 나라 훔친 이야기 (国盗り物語)         | 1973년   | 1월 7일            | 51회        | 시바 료타로 (司馬 遼太郎)       | 오노 야스코 (大野 靖子)       | 사이토 도산 (齋藤 道三)         | 히라 미키지로 (平 幹二朗)               | 29.9%        | 22.4%        |                   |
| 11 | 나라 훔친 이야기 (国盗り物語)         | 1973년   | 12월 23일          | 51회        | 시바 료타로 (司馬 遼太郎)       | 오노 야스코 (大野 靖子)       | 오다 노부나가 (織田 信長)       | 타카하시 히데키 (高橋 英樹)             | 29.9%        | 22.4%        |                   |
| 12 | 카츠 카이슈 (勝海舟)                  | 1974년   | 1월 6일            | 52회        | 시모자와 칸 (子母澤 寛)         | 쿠라모토 소우 (倉本 聰)       | 가쓰 가이슈 (勝 海舟)           | 와타리 테츠야 (渡 哲也)                 | 30.9%        | 24.2%        | 중도 주인공 교체. |
| 12 | 카츠 카이슈 (勝海舟)                  | 1974년   | 12월 29일          | 52회        | 시모자와 칸 (子母澤 寛)         | 나카자와 쇼지 (中沢 昭二)     | 가쓰 가이슈 (勝 海舟)           | 마츠카타 히로키 (松方 弘樹)             | 30.9%        | 24.2%        | 중도 주인공 교체. |
| 13 | 겐로쿠 태평기 (元禄太平記)            | 1975년   | 1월 5일            | 52회        | 난죠 노리오 (南條 範夫)         | 오노다 이사무 (小野田 勇)     | 야나기사와 요시야스 (柳澤 吉保) | 이시자카 코지 (石坂 浩二)               | 41.8%        | 24.7%        |                   |
| 13 | 겐로쿠 태평기 (元禄太平記)            | 1975년   | 12월 28일          | 52회        | 난죠 노리오 (南條 範夫)         | 오바타 킨지 (小幡 欣治)       | 야나기사와 요시야스 (柳澤 吉保) | 이시자카 코지 (石坂 浩二)               | 41.8%        | 24.7%        |                   |
| 13 | 겐로쿠 태평기 (元禄太平記)            | 1975년   | 12월 28일          | 52회        | 난죠 노리오 (南條 範夫)         | 츠치하시 시게오 (土橋 成男)   | 야나기사와 요시야스 (柳澤 吉保) | 이시자카 코지 (石坂 浩二)               | 41.8%        | 24.7%        |                   |
| 14 | 바람과 구름과 무지개와 (風と雲と虹と) | 1976년   | 1월 4일            | 52회        | 카이온지 초고로 (海音寺 潮五郎) | 후쿠다 요시유키 (福田 善之)   | 다이라노 마사카도 (平 將門)     | 가토 고우 (加藤 剛)                     | 30.1%        | 24.0%        |                   |
| 14 | 바람과 구름과 무지개와 (風と雲と虹と) | 1976년   | 12월 26일          | 52회        | 카이온지 초고로 (海音寺 潮五郎) | 후쿠다 요시유키 (福田 善之)   | 후지와라노 스미토모 (藤原 純友) | 오가타 켄 (緒形 拳)                     | 30.1%        | 24.0%        |                   |
| 15 | 화신 (花神)                           | 1977년   | 1월 2일            | 52회        | 시바 료타로 (司馬 遼太郎)       | 오노 야스코 (大野 靖子)       | 오무라 마스지로 (大村 益次郞)   | 나카무라 우메노스케 (4대) (中村 梅之助) | 25.9%        | 19.0%        |                   |
| 15 | 화신 (花神)                           | 1977년   | 12월 25일          | 52회        | 시바 료타로 (司馬 遼太郎)       | 오노 야스코 (大野 靖子)       | 오무라 마스지로 (大村 益次郞)   | 나카무라 우메노스케 (4대) (中村 梅之助) | 25.9%        | 19.0%        |                   |
| 16 | 황금의 나날 (黄金の日日)              | 1978년   | 1월 8일            | 51회        | 시로야마 사부로 (城山 三郎)     | 이치카와 신이치 (市川 森一)   | 루손 스케자에몬 (呂宋 助左衛門) | 이치카와 소메고로 (市川 染五郎)         | 34.4%        | 25.9%        |                   |
| 16 | 황금의 나날 (黄金の日日)              | 1978년   | 12월 24일          | 51회        | 시로야마 사부로 (城山 三郎)     | 나가사카 슈스케 (長坂 秀佳)   | 루손 스케자에몬 (呂宋 助左衛門) | 이치카와 소메고로 (市川 染五郎)         | 34.4%        | 25.9%        |                   |
| 17 | 풀이 타오르다 (草燃える)              | 1979년   | 1월 7일            | 51회        | 나가이 미치코 (永井 路子)       | 나카지마 타케히로 (中島 丈博) | 미나모토노 요리토모 (源 賴朝)   | 이시자카 코지 (石坂 浩二)               | 34.7%        | 26.3%        |                   |
| 17 | 풀이 타오르다 (草燃える)              | 1979년   | 12월 23일          | 51회        | 나가이 미치코 (永井 路子)       | 나카지마 타케히로 (中島 丈博) | 호조 마사코 (北條 政子)         | 이와시타 시마 (岩下 志麻)               | 34.7%        | 26.3%        |                   |

### 1980년대
| -  | 제목                         | 방영년도 | 방영일 (첫방/종방) | 총방영 횟수 | 원작자                      | 극본                            | 주인공                                | 주인공                        | 시청률(간토) | 시청률(간토) | 비고                               |
| -  | 제목                         | 방영년도 | 방영일 (첫방/종방) | 총방영 횟수 | 원작자                      | 극본                            | 역사인물                              | 배우                          | 최고         | 평균         | 비고                               |
| -- | ---------------------------- | -------- | ------------------ | ----------- | --------------------------- | ------------------------------- | ------------------------------------- | ----------------------------- | ------------ | ------------ | ---------------------------------- |
| 18 | 사자의 시대 (獅子の時代)     | 1980년   | 1월 6일            | 51회        | -                           | 야마다 타이치 (山田 太一)       | 히라누마 즈쿠쓰기 (平沼 銑次)         | 스가와라 분타 (菅原 文太)     | 26.7%        | 21.0%        | 가상 인물을 주인공으로 설정한 사극 |
| 18 | 사자의 시대 (獅子の時代)     | 1980년   | 12월 21일          | 51회        | -                           | 야마다 타이치 (山田 太一)       | 가리야 요미아키라 (苅谷 嘉顯)         | 가토 고우 (加藤 剛)           | 26.7%        | 21.0%        | 가상 인물을 주인공으로 설정한 사극 |
| 19 | 여자 태합기 (おんな太閤記)   | 1981년   | 1월 11일           | 50회        | -                           | 하시다 스가코 (橋田 壽賀子)     | 고다이인 (高台院)                     | 사쿠마 요시코 (佐久間 良子)   | 36.8%        | 31.8%        |                                    |
| 19 | 여자 태합기 (おんな太閤記)   | 1981년   | 12월 20일          | 50회        | -                           | 하시다 스가코 (橋田 壽賀子)     | 고다이인 (高台院)                     | 사쿠마 요시코 (佐久間 良子)   | 36.8%        | 31.8%        |                                    |
| 20 | 고개의 군상 (峠の群像)       | 1982년   | 1월 10일           | 50회        | 사카이야 타이치 (堺屋 太一) | 토미카와 모토후미 (冨川 元文)   | 오이시 구라노스케 (大石 內藏助)       | 오가타 켄 (緒形 拳)           | 33.8%        | 23.7%        |                                    |
| 20 | 고개의 군상 (峠の群像)       | 1982년   | 12월 19일          | 50회        | 사카이야 타이치 (堺屋 太一) | 토미카와 모토후미 (冨川 元文)   | 오이시 구라노스케 (大石 內藏助)       | 오가타 켄 (緒形 拳)           | 33.8%        | 23.7%        |                                    |
| 21 | 도쿠가와 이에야스 (徳川家康) | 1983년   | 1월 9일            | 50회        | 야마오카 소하치 (山岡 荘八) | 오사나이 미에코 (小山内 美江子) | 도쿠가와 이에야스 (德川 家康)         | 타키타 사카에 (滝田 栄)       | 37.4%        | 31.2%        |                                    |
| 21 | 도쿠가와 이에야스 (徳川家康) | 1983년   | 12월 18일          | 50회        | 야마오카 소하치 (山岡 荘八) | 오사나이 미에코 (小山内 美江子) | 도쿠가와 이에야스 (德川 家康)         | 타키타 사카에 (滝田 栄)       | 37.4%        | 31.2%        |                                    |
| 22 | 산하 타오르다 (山河燃ゆ)     | 1984년   | 1월 8일            | 51회        | 야마사키 토요코 (山崎 豊子) | 이치카와 신이치 (市川 森一)     | 아모우 겐지 (天羽 賢治)               | 마츠모토 코시로 (松本 幸四郎) | 30.5%        | 21.1%        | 근현대사 시리즈.                   |
| 22 | 산하 타오르다 (山河燃ゆ)     | 1984년   | 12월 23일          | 51회        | 야마사키 토요코 (山崎 豊子) | 이치카와 신이치 (市川 森一)     | 아모우 다다시 (天羽 忠)               | 니시다 토시유키 (西田 敏行)   | 30.5%        | 21.1%        | 근현대사 시리즈.                   |
| 23 | 봄의 파도 (春の波涛)         | 1985년   | 1월 6일            | 50회        | 스기모토 사에코 (杉本 苑子) | 나카지마 타케히로 (中島 丈博)   | 카와카미 사다얏코 (川上 貞奴)         | 마츠자카 케이코 (松坂 慶子)   | 24.7%        | 18.2%        | 근현대사 시리즈.                   |
| 23 | 봄의 파도 (春の波涛)         | 1985년   | 12월 15일          | 50회        | 스기모토 사에코 (杉本 苑子) | 나카지마 타케히로 (中島 丈博)   | 카와카미 사다얏코 (川上 貞奴)         | 마츠자카 케이코 (松坂 慶子)   | 24.7%        | 18.2%        | 근현대사 시리즈.                   |
| 24 | 생명 (いのち)                | 1986년   | 1월 5일            | 50회        | -                           | 하시다 스가코 (橋田 壽賀子)     | 이시다/다카하라 미키 (岩田/高原 未希) | 미타 요시코 (三田 佳子)       | 36.7%        | 29.3%        | 근현대사 시리즈.                   |
| 24 | 생명 (いのち)                | 1986년   | 12월 14일          | 50회        | -                           | 하시다 스가코 (橋田 壽賀子)     | 이시다/다카하라 미키 (岩田/高原 未希) | 미타 요시코 (三田 佳子)       | 36.7%        | 29.3%        | 근현대사 시리즈.                   |
| 25 | 독안룡 마사무네 (独眼竜政宗) | 1987년   | 1월 4일            | 50회        | 야마오카 소하치 (山岡 荘八) | 제임스 미키 (ジェームス 三木)   | 다테 마사무네 (伊達 政宗)             | 와타나베 켄 (渡辺 謙)         | 47.8%        | 39.7%        | 역대 최고 평균시청률.              |
| 25 | 독안룡 마사무네 (独眼竜政宗) | 1987년   | 12월 13일          | 50회        | 야마오카 소하치 (山岡 荘八) | 제임스 미키 (ジェームス 三木)   | 다테 마사무네 (伊達 政宗)             | 와타나베 켄 (渡辺 謙)         | 47.8%        | 39.7%        | 역대 최고 평균시청률.              |
| 26 | 다케다 신겐 (武田信玄)       | 1988년   | 1월 10일           | 50회        | 닛타 지로 (新田 次郎)       | 타무카이 세이켄 (田向 正健)     | 다케다 신겐 (武田 信玄)               | 나카이 키이치 (中井 貴一)     | 49.2%        | 39.2%        |                                    |
| 26 | 다케다 신겐 (武田信玄)       | 1988년   | 12월 18일          | 50회        | 닛타 지로 (新田 次郎)       | 타무카이 세이켄 (田向 正健)     | 다케다 신겐 (武田 信玄)               | 나카이 키이치 (中井 貴一)     | 49.2%        | 39.2%        |                                    |
| 27 | 카스가노츠보네 (春日局)      | 1989년   | 1월 1일            | 50회        | 하시다 스가코 (橋田 壽賀子) | 하시다 스가코 (橋田 壽賀子)     | 가스가노쓰보네 (春日局)               | 오오하라 레이코 (大原 麗子)   | 39.4%        | 32.4%        |                                    |
| 27 | 카스가노츠보네 (春日局)      | 1989년   | 12월 17일          | 50회        | 하시다 스가코 (橋田 壽賀子) | 하시다 스가코 (橋田 壽賀子)     | 가스가노쓰보네 (春日局)               | 오오하라 레이코 (大原 麗子)   | 39.4%        | 32.4%        |                                    |

### 1990년대
| -  | 제목                             | 방영년도 | 방영일 (첫방/종방) | 총방영 횟수 | 원작자                        | 극본                            | 주인공                          | 주인공                                         | 시청률(간토)   | 시청률(간토) | 비고                                                         |
| -  | 제목                             | 방영년도 | 방영일 (첫방/종방) | 총방영 횟수 | 원작자                        | 극본                            | 역사인물                        | 배우                                           | 최고           | 평균         | 비고                                                         |
| -- | -------------------------------- | -------- | ------------------ | ----------- | ----------------------------- | ------------------------------- | ------------------------------- | ---------------------------------------------- | -------------- | ------------ | ------------------------------------------------------------ |
| 28 | 나는 듯이 (翔ぶが如く)           | 1990년   | 1월 7일            | 48회        | 시바 료타로 (司馬 遼太郎)     | 오사나이 미에코 (小山内 美江子) | 사이고 다카모리 (西鄕 隆盛)     | 니시다 토시유키 (西田 敏行)                    | 29.3%          | 23.2%        |                                                              |
| 28 | 나는 듯이 (翔ぶが如く)           | 1990년   | 12월 9일           | 48회        | 시바 료타로 (司馬 遼太郎)     | 오사나이 미에코 (小山内 美江子) | 오쿠보 도시미치 (大久保 利通)   | 카가 타케시 (鹿賀 丈史)                        | 29.3%          | 23.2%        |                                                              |
| 29 | 태평기 (太平記)                  | 1991년   | 1월 6일            | 49회        | 요시카와 에이지 (吉川 英治)   | 이케하다 슌사쿠 (池端 俊策)     | 아시카가 다카우지 (足利 尊氏)   | 사나다 히로유키 (真田 広之)                    | 34.6%          | 26.0%        |                                                              |
| 29 | 태평기 (太平記)                  | 1991년   | 12월 15일          | 49회        | 요시카와 에이지 (吉川 英治)   | 나카쿠라 시게오 (仲倉 重郎)     | 아시카가 다카우지 (足利 尊氏)   | 사나다 히로유키 (真田 広之)                    | 34.6%          | 26.0%        |                                                              |
| 30 | 노부나가(信長) KING OF ZIPANGU   | 1992년   | 1월 5일            | 49회        | 타무카이 세이켄 (田向 正健)   | 타무카이 세이켄 (田向 正健)     | 오다 노부나가 (織田 信長)       | 오가타 나오토 (緒形 直人)                      | 33.0%          | 24.6%        |                                                              |
| 30 | 노부나가(信長) KING OF ZIPANGU   | 1992년   | 12월 13일          | 49회        | 타무카이 세이켄 (田向 正健)   | 타무카이 세이켄 (田向 正健)     | 오다 노부나가 (織田 信長)       | 오가타 나오토 (緒形 直人)                      | 33.0%          | 24.6%        |                                                              |
| 31 | 류큐의 바람 (琉球の風)           | 1993년   | 1월 10일           | 23회        | 진순신 (陳舜臣)               | 야마다 노부오 (山田 信夫)       | 요 게이타이 (楊 啓泰)           | 히가시야마 노리유키 (東山 紀之)                | 24.1%          | 17.3%        | 가상인물 사극. 외주 제작 사극.                               |
| 31 | 류큐의 바람 (琉球の風)           | 1993년   | 6월 13일           | 23회        | 진순신 (陳舜臣)               | 야마다 노부오 (山田 信夫)       | 요 게이타이 (楊 啓泰)           | 히가시야마 노리유키 (東山 紀之)                | 24.1%          | 17.3%        | 가상인물 사극. 외주 제작 사극.                               |
| 32 | 불타오르다 (炎立つ)              | 1993년   | 7월 4일            | 35회        | 타카하시 카츠히코 (高橋 克彦) | 나카지마 타케히로 (中島 丈博)   | 후지와라노 쓰네키요 (藤原 經清) | 와타나베 켄 (渡辺謙)                           | 21.6%          | 17.7%        | 3부로 나누어진 사극이자 최초의 1인 2역 사극. 외주 제작 사극. |
| 32 | 불타오르다 (炎立つ)              | 1993년   | 7월 4일            | 35회        | 타카하시 카츠히코 (高橋 克彦) | 나카지마 타케히로 (中島 丈博)   | 후지와라노 기요히라 (藤原 清衡) | 와타나베 켄 (渡辺謙)                           | 21.6%          | 17.7%        | 3부로 나누어진 사극이자 최초의 1인 2역 사극. 외주 제작 사극. |
| 32 | 불타오르다 (炎立つ)              | 1994년   | 03월 13일          | 35회        | 타카하시 카츠히코 (高橋 克彦) | 나카지마 타케히로 (中島 丈博)   | 후지와라노 야스히라 (藤原 泰衡) | 무라카미 히로아키 (村上 弘明)                  | 21.6%          | 17.7%        | 3부로 나누어진 사극이자 최초의 1인 2역 사극. 외주 제작 사극. |
| 33 | 꽃의 난 (花の乱)                 | 1994년   | 4월 3일            | 37회        | -                             | 이치카와 신이치 (市川 森一)     | 히노 도미코 (日野 富子)         | 미타 요시코 (三田 佳子)                        | 18.3%          | 14.1%        | 외주 제작 사극.                                              |
| 33 | 꽃의 난 (花の乱)                 | 1994년   | 12월 11일          | 37회        | -                             | 이치카와 신이치 (市川 森一)     | 아시카가 요시마사 (足利 義政)   | 이치카와 단주로 (市川 團十郎)                  | 18.3%          | 14.1%        | 외주 제작 사극.                                              |
| 34 | 8대 쇼군 요시무네 (八代将軍吉宗) | 1995년   | 1월 8일            | 48회        | -                             | 제임스 미키 (ジェームス 三木)   | 도쿠가와 요시무네 (德川 吉宗)   | 니시다 토시유키 (西田 敏行)                    | 31.4% (제26회) | 26.4%        |                                                              |
| 34 | 8대 쇼군 요시무네 (八代将軍吉宗) | 1995년   | 12월 10일          | 48회        | -                             | 제임스 미키 (ジェームス 三木)   | 도쿠가와 요시무네 (德川 吉宗)   | 니시다 토시유키 (西田 敏行)                    | 31.4% (제26회) | 26.4%        |                                                              |
| 35 | 히데요시 (秀吉)                  | 1996년   | 1월 7일            | 49회        | 사카이야 타이치 (堺屋 太一)   | 타케야마 요우 (竹山 洋)         | 도요토미 히데요시 (豊臣 秀吉)   | 타케나카 나오토 (竹中 直人)                    | 37.4% (제10회) | 30.5%        |                                                              |
| 35 | 히데요시 (秀吉)                  | 1996년   | 12월 22일          | 49회        | 사카이야 타이치 (堺屋 太一)   | 타케야마 요우 (竹山 洋)         | 도요토미 히데요시 (豊臣 秀吉)   | 타케나카 나오토 (竹中 直人)                    | 37.4% (제10회) | 30.5%        |                                                              |
| 36 | 모리 모토나리 (毛利元就)         | 1997년   | 1월 5일            | 50회        | 나가이 미치코 (永井 路子)     | 우치다테 마키코 (内館 牧子)     | 모리 모토나리 (毛利 元就)       | 나카무라 하시노스케 (3대) (三代目 中村 橋之助) | 28.6% (제2회)  | 23.4%        |                                                              |
| 36 | 모리 모토나리 (毛利元就)         | 1997년   | 12월 14일          | 50회        | 나가이 미치코 (永井 路子)     | 우치다테 마키코 (内館 牧子)     | 모리 모토나리 (毛利 元就)       | 나카무라 하시노스케 (3대) (三代目 中村 橋之助) | 28.6% (제2회)  | 23.4%        |                                                              |
| 37 | 도쿠가와 요시노부 (徳川慶喜)     | 1998년   | 1월 4일            | 49회        | 시바 료타로 (司馬 遼太郎)     | 타무카이 세이켄 (田向 正健)     | 도쿠가와 요시노부 (德川 慶喜)   | 모토키 마사히로 (本木 雅弘)                    | 29.7% (제3회)  | 21.1%        |                                                              |
| 37 | 도쿠가와 요시노부 (徳川慶喜)     | 1998년   | 12월 13일          | 49회        | 시바 료타로 (司馬 遼太郎)     | 타무카이 세이켄 (田向 正健)     | 도쿠가와 요시노부 (德川 慶喜)   | 모토키 마사히로 (本木 雅弘)                    | 29.7% (제3회)  | 21.1%        |                                                              |
| 38 | 겐로쿠 요란 (元禄繚乱)           | 1999년   | 1월 10일           | 49회        | 후나하시 세이이치 (舟橋 聖一) | 나카지마 타케히로 (中島 丈博)   | 오이시 구라노스케 (大石 內藏助) | 나카무라 칸쿠로 (5대) (中村 勘九郎)            | 28.5% (제47회) | 20.2%        |                                                              |
| 38 | 겐로쿠 요란 (元禄繚乱)           | 1999년   | 12월 12일          | 49회        | 후나하시 세이이치 (舟橋 聖一) | 나카지마 타케히로 (中島 丈博)   | 오이시 구라노스케 (大石 內藏助) | 나카무라 칸쿠로 (5대) (中村 勘九郎)            | 28.5% (제47회) | 20.2%        |                                                              |

### 2000년대
| -  | 제목                                                                 | 방영년도 | 방영일 (첫방/종방) | 총방영 횟수 | 원작자                        | 극본                          | 주인공                            | 주인공                                       | 시청률(간토)          | 시청률(간토) | 비고              |
| -  | 제목                                                                 | 방영년도 | 방영일 (첫방/종방) | 총방영 횟수 | 원작자                        | 극본                          | 역사인물                          | 배우                                         | 최고                  | 평균         | 비고              |
| -- | -------------------------------------------------------------------- | -------- | ------------------ | ----------- | ----------------------------- | ----------------------------- | --------------------------------- | -------------------------------------------- | --------------------- | ------------ | ----------------- |
| 39 | 아오이 도쿠가와 삼대 (葵 徳川三代)                                   | 2000년   | 1월 9일            | 49회        | -                             | 제임스 미키 (ジェームス 三木) | 도쿠가와 이에야스 (德川 家康)     | 츠가와 마사히코 (津川 雅彦)                  | 22.6% (제1회) (제2회) | 18.5%        |                   |
| 39 | 아오이 도쿠가와 삼대 (葵 徳川三代)                                   | 2000년   | 1월 9일            | 49회        | -                             | 제임스 미키 (ジェームス 三木) | 도쿠가와 히데타다 (德川 秀忠)     | 니시다 토시유키 (西田 敏行)                  | 22.6% (제1회) (제2회) | 18.5%        |                   |
| 39 | 아오이 도쿠가와 삼대 (葵 徳川三代)                                   | 2000년   | 12월 17일          | 49회        | -                             | 제임스 미키 (ジェームス 三木) | 도쿠가와 이에미쓰 (德川 家光)     | 오노에 타츠노스케 (2대) (二代目 尾上 辰之助) | 22.6% (제1회) (제2회) | 18.5%        |                   |
| 40 | 호조 토키무네 (北条時宗)                                             | 2001년   | 1월 7일            | 49회        | 타카하시 카츠히코 (高橋 克彦) | 이노우에 유미코 (井上 由美子) | 호조 도키무네 (北條 時宗)         | 이즈미 모토야 (和泉 元彌)                    | 21.2% (최종회)        | 18.5%        |                   |
| 40 | 호조 토키무네 (北条時宗)                                             | 2001년   | 12월 09일          | 49회        | 타카하시 카츠히코 (高橋 克彦) | 이노우에 유미코 (井上 由美子) | 호조 도키무네 (北條 時宗)         | 이즈미 모토야 (和泉 元彌)                    | 21.2% (최종회)        | 18.5%        |                   |
| 41 | 토시이에와 마츠 ~카가 백만석 이야기~ (利家とまつ 〜加賀百万石物語〜‎) | 2002년   | 1월 6일            | 49회        | 타케야마 요우 (竹山 洋)       | 타케야마 요우 (竹山 洋)       | 마에다 도시이에 (前田 利家)       | 카라사와 토시아키 (唐沢 寿明)                | 27.6% (제3회)         | 22.1%        |                   |
| 41 | 토시이에와 마츠 ~카가 백만석 이야기~ (利家とまつ 〜加賀百万石物語〜‎) | 2002년   | 12월 15일          | 49회        | 타케야마 요우 (竹山 洋)       | 타케야마 요우 (竹山 洋)       | 호슌인 (마쓰) (芳春院 (まつ))     | 마츠시마 나나코 (松嶋 菜々子)                | 27.6% (제3회)         | 22.1%        |                   |
| 42 | 무사시 MUSASHI (武蔵)                                                | 2003년   | 1월 5일            | 49회        | 요시카와 에이지 (吉川 英治)   | 카마다 토시오 (鎌田 敏夫)     | 미야모토 무사시 (宮本 武藏)       | 이치카와 신노스케 (7대) (七代目 市川 新之助) | 24.6% (제7회)         | 16.7%        |                   |
| 42 | 무사시 MUSASHI (武蔵)                                                | 2003년   | 12월 07일          | 49회        | 요시카와 에이지 (吉川 英治)   | 카마다 토시오 (鎌田 敏夫)     | 미야모토 무사시 (宮本 武藏)       | 이치카와 신노스케 (7대) (七代目 市川 新之助) | 24.6% (제7회)         | 16.7%        |                   |
| 43 | 신선조! (新選組!)                                                    | 2004년   | 1월 11일           | 49회        | -                             | 미타니 코키 (三谷 幸喜)       | 곤도 이사미 (近藤 勇)             | 카토리 싱고 (香取 慎吾)                      | 26.3% (제1회)         | 17.4%        |                   |
| 43 | 신선조! (新選組!)                                                    | 2004년   | 12월 12일          | 49회        | -                             | 미타니 코키 (三谷 幸喜)       | 곤도 이사미 (近藤 勇)             | 카토리 싱고 (香取 慎吾)                      | 26.3% (제1회)         | 17.4%        |                   |
| 44 | 요시츠네 (義経)                                                      | 2005년   | 1월 9일            | 49회        | 미야오 토미코 (宮尾 登美子)   | 카네코 나리토 (金子 成人)     | 미나모토노 요시쓰네 (源 義經)     | 타키자와 히데아키 (滝沢 秀明)                | 26.9% (제5회)         | 19.4%        |                   |
| 44 | 요시츠네 (義経)                                                      | 2005년   | 12월 11일          | 49회        | 미야오 토미코 (宮尾 登美子)   | 카네코 나리토 (金子 成人)     | 미나모토노 요시쓰네 (源 義經)     | 타키자와 히데아키 (滝沢 秀明)                | 26.9% (제5회)         | 19.4%        |                   |
| 45 | 공명의 갈림길 (功名が辻‎)                                             | 2006년   | 1월 8일            | 49회        | 시바 료타로 (司馬 遼太郎)     | 오오이시 시즈카 (大石 静)     | 겐쇼인 (지요) (見性院 (千代))     | 나카마 유키에 (仲間 由紀恵)                  | 24.4% (제39회)        | 20.9%        |                   |
| 45 | 공명의 갈림길 (功名が辻‎)                                             | 2006년   | 12월 10일          | 49회        | 시바 료타로 (司馬 遼太郎)     | 오오이시 시즈카 (大石 静)     | 야마우치 가즈토요 (山內 一豊)     | 카미카와 타카야 (上川 隆也)                  | 24.4% (제39회)        | 20.9%        |                   |
| 46 | 풍림화산 (風林火山)                                                  | 2007년   | 1월 7일            | 50회        | 이노우에 야스시 (井上 靖)     | 오오모리 스미오 (大森 寿美男) | 야마모토 간스케 (山本 勘助)       | 우치노 마사아키 (内野 聖陽)                  | 22.9% (제5회)         | 18.7%        |                   |
| 46 | 풍림화산 (風林火山)                                                  | 2007년   | 12월 16일          | 50회        | 이노우에 야스시 (井上 靖)     | 오오모리 스미오 (大森 寿美男) | 야마모토 간스케 (山本 勘助)       | 우치노 마사아키 (内野 聖陽)                  | 22.9% (제5회)         | 18.7%        |                   |
| 47 | 아츠히메 (篤姫)                                                      | 2008년   | 1월 6일            | 50회        | 미야오 토미코 (宮尾 登美子)   | 타부치 쿠미코 (田渕 久美子)   | 덴쇼인 (아쓰히메) (天璋院 (篤姫)) | 미야자키 아오이 (宮﨑あおい)                 | 29.2% (제48회)        | 24.5%        | 역대 최연소 주연. |
| 47 | 아츠히메 (篤姫)                                                      | 2008년   | 12월 16일          | 50회        | 미야오 토미코 (宮尾 登美子)   | 타부치 쿠미코 (田渕 久美子)   | 덴쇼인 (아쓰히메) (天璋院 (篤姫)) | 미야자키 아오이 (宮﨑あおい)                 | 29.2% (제48회)        | 24.5%        | 역대 최연소 주연. |
| 48 | 천지인 (天地人)                                                      | 2009년   | 1월 4일            | 47회        | 히사카 마사시 (火坂 雅志)     | 코마츠 에리코 (小松 江里子)   | 나오에 가네쓰구 (直江 兼續)       | 츠마부키 사토시 (妻夫木 聡)                  | 26.0% (제4회)         | 21.2%        |                   |
| 48 | 천지인 (天地人)                                                      | 2009년   | 11월 22일          | 47회        | 히사카 마사시 (火坂 雅志)     | 코마츠 에리코 (小松 江里子)   | 나오에 가네쓰구 (直江 兼續)       | 츠마부키 사토시 (妻夫木 聡)                  | 26.0% (제4회)         | 21.2%        |                   |

### 2010년대
| -  | 제목                                                        | 방영년도 | 방영일 (첫방/종방) | 총방영 횟수 | 원작자                      | 극본 | 주인공                                              | 주인공                                                               | 시청률(간토)   | 시청률(간토) | 비고                          |
| -  | 제목                                                        | 방영년도 | 방영일 (첫방/종방) | 총방영 횟수 | 원작자                      | 극본 | 역사인물                                            | 배우                                                                 | 최고           | 평균         | 비고                          |
| -- | ----------------------------------------------------------- | -------- | ------------------ | ----------- | --------------------------- | --- | --------------------------------------------------- | -------------------------------------------------------------------- | -------------- | ------------ | ----------------------------- |
| 49 | 료마전 (龍馬伝)                                             | 2010년   | 1월 3일            | 48회        | -                           | 후쿠다 야스시 (福田 靖)                                                                                   | 사카모토 료마                                       | 후쿠야마 마사하루 (福山 雅治)                                        | 24.4% (제5회)  | 18.7%        |                               |
| 49 | 료마전 (龍馬伝)                                             | 2010년   | 11월 28일          | 48회        | -                           | 후쿠다 야스시 (福田 靖)                                                                                   | 사카모토 료마                                       | 후쿠야마 마사하루 (福山 雅治)                                        | 24.4% (제5회)  | 18.7%        |                               |
| 50 | 고우~공주들의 전국~ (江〜姫たちの戦国〜)                    | 2011년   | 1월 9일            | 46회        | 타부치 쿠미코 (田渕 久美子) | 타부치 쿠미코 (田渕 久美子)                                                                               | 고우 (江)                                           | 우에노 주리 (上野 樹里)                                              | 22.6% (제3회)  | 17.7%        |                               |
| 50 | 고우~공주들의 전국~ (江〜姫たちの戦国〜)                    | 2011년   | 11월 27일          | 46회        | 타부치 쿠미코 (田渕 久美子) | 타부치 쿠미코 (田渕 久美子)                                                                               | 고우 (江)                                           | 우에노 주리 (上野 樹里)                                              | 22.6% (제3회)  | 17.7%        |                               |
| 51 | 다이라노 기요모리 (平清盛)                                  | 2012년   | 1월 8일            | 50회        | -                           | 후지모토 유키 (藤本 有紀)                                                                                 | 다이라노 기요모리                                   | 마츠야마 켄이치 (松山 ケンイチ)                                      | 17.8% (제2회)  | 12.0%        |                               |
| 51 | 다이라노 기요모리 (平清盛)                                  | 2012년   | 12월 23일          | 50회        | -                           | 후지모토 유키 (藤本 有紀)                                                                                 | 다이라노 기요모리                                   | 마츠야마 켄이치 (松山 ケンイチ)                                      | 17.8% (제2회)  | 12.0%        |                               |
| 52 | 야에의 벚꽃 (八重の桜)                                      | 2013년   | 1월 6일            | 50회        | -                           | 야마모토 무츠미 (山本むつみ) 요시자와 토모코 (吉澤 智子) 미우라 우이코 (三浦 有為子)                      | 니지마 야에 (新島 八重)                             | 아야세 하루카 (綾瀬 はるか)                                          | 21.4% (제1회)  | 14.6%        |                               |
| 52 | 야에의 벚꽃 (八重の桜)                                      | 2013년   | 12월 15일          | 50회        | -                           | 야마모토 무츠미 (山本むつみ) 요시자와 토모코 (吉澤 智子) 미우라 우이코 (三浦 有為子)                      | 니지마 야에 (新島 八重)                             | 아야세 하루카 (綾瀬 はるか)                                          | 21.4% (제1회)  | 14.6%        |                               |
| 53 | 군사 간베에 (軍師官兵衛)                                    | 2014년   | 1월 5일            | 50회        | -                           | 마에카와 요이치 (前川 洋一)                                                                               | 구로다 간베 (黒田 官兵衛)                           | 오카다 준이치 (岡田 准一)                                            | 19.4% (제29회) | 15.8%        | 임진왜란이 그대로 묘사되었다. |
| 53 | 군사 간베에 (軍師官兵衛)                                    | 2014년   | 12월 21일          | 50회        | -                           | 마에카와 요이치 (前川 洋一)                                                                               | 구로다 간베 (黒田 官兵衛)                           | 오카다 준이치 (岡田 准一)                                            | 19.4% (제29회) | 15.8%        | 임진왜란이 그대로 묘사되었다. |
| 54 | 꽃 타오르다 (花燃ゆ)                                        | 2015년   | 1월 4일            | 50회        | -                           | 오오시마 사토미 (大島里美) 미야무라 유코 (宮村優子) 카네코 아리사 (金子ありさ) 코마츠 에리코 (小松江里子) | 스기 후미 (杉文)                                    | 이노우에 마오 (井上 真央)                                            | 16.7% (제1회)  | 12.0%        |                               |
| 54 | 꽃 타오르다 (花燃ゆ)                                        | 2015년   | 12월 13일          | 50회        | -                           | 오오시마 사토미 (大島里美) 미야무라 유코 (宮村優子) 카네코 아리사 (金子ありさ) 코마츠 에리코 (小松江里子) | 스기 후미 (杉文)                                    | 이노우에 마오 (井上 真央)                                            | 16.7% (제1회)  | 12.0%        |                               |
| 55 | 사나다마루 (真田丸)                                         | 2016년   | 1월 10일           | 50회        | -                           | 미타니 코키 (三谷 幸喜)                                                                                   | 사나다 유키무라 (真田 幸村)                         | 사카이 마사토 (堺 雅人)                                              | 20.1% (제2회)  | 16.6%        |                               |
| 55 | 사나다마루 (真田丸)                                         | 2016년   | 12월 18일          | 50회        | -                           | 미타니 코키 (三谷 幸喜)                                                                                   | 사나다 유키무라 (真田 幸村)                         | 사카이 마사토 (堺 雅人)                                              | 20.1% (제2회)  | 16.6%        |                               |
| 56 | 여자 성주 나오토라 (おんな城主 直虎)                        | 2017년   | 1월 8일            | 50회        | -                           | 모리시타 요시코 (森下 佳子)                                                                               | 이이 나오토라 (井伊 直虎)                           | 시바사키 코우 (柴咲 コウ)                                            | 16.9% (제2회)  | 12.8%        |                               |
| 56 | 여자 성주 나오토라 (おんな城主 直虎)                        | 2017년   | 12월 17일          | 50회        | -                           | 모리시타 요시코 (森下 佳子)                                                                               | 이이 나오토라 (井伊 直虎)                           | 시바사키 코우 (柴咲 コウ)                                            | 16.9% (제2회)  | 12.8%        |                               |
| 57 | 세고돈 (西郷どん)                                           | 2018년   | 1월 7일            | 47회        | 하야시 마리코 (林 真理子)   | 나카조노 미호 (中園 ミホ)                                                                                 | 사이고 다카모리                                     | 스즈키 료헤이 (鈴木 亮平)                                            | 15.5% (제5회)  | 12.7%        |                               |
| 57 | 세고돈 (西郷どん)                                           | 2018년   | 12월 16일          | 47회        | 하야시 마리코 (林 真理子)   | 나카조노 미호 (中園 ミホ)                                                                                 | 사이고 다카모리                                     | 스즈키 료헤이 (鈴木 亮平)                                            | 15.5% (제5회)  | 12.7%        |                               |
| 58 | 이다텐~도쿄 올림픽 이야기~ (いだてん〜東京オリムピック噺〜) | 2019년   | 1월 6일            | 47회        | -                           | 쿠도 칸쿠로 (宮藤 官九郎)                                                                                 | 가나구리 시조 (金栗 四三) 다바타 마사지 (田畑 政治) | 나카무라 칸쿠로 (6대) (六代目 中村 勘九郎) 아베 사다오 (阿部 サダヲ) | 15.5% (제1회)  | 8.2%         |                               |
| 58 | 이다텐~도쿄 올림픽 이야기~ (いだてん〜東京オリムピック噺〜) | 2019년   | 12월 15일          | 47회        | -                           | 쿠도 칸쿠로 (宮藤 官九郎)                                                                                 | 가나구리 시조 (金栗 四三) 다바타 마사지 (田畑 政治) | 나카무라 칸쿠로 (6대) (六代目 中村 勘九郎) 아베 사다오 (阿部 サダヲ) | 15.5% (제1회)  | 8.2%         |                               |

### 2020년대
| -  | 제목                                                          | 방영년도 | 방영일 (첫방/종방) | 총방영 횟수 | 원작자 | 극본                                                                           | 주인공                        | 주인공                        | 시청률(간토)   | 시청률(간토) | 비고 |
| -  | 제목                                                          | 방영년도 | 방영일 (첫방/종방) | 총방영 횟수 | 원작자 | 극본                                                                           | 역사인물                      | 배우                          | 최고           | 평균         | 비고 |
| -- | ------------------------------------------------------------- | -------- | ------------------ | ----------- | ------ | ------------------------------------------------------------------------------ | ----------------------------- | ----------------------------- | -------------- | ------------ | ---- |
| 59 | 기린이 온다 (麒麟がくる)                                      | 2020년   | 1월 19일           | 44회        | -      | 이케하다 슌사쿠 (池端俊策) 마에카와 요이치 (前川洋一) 이와모토 마야 (岩本真耶) | 아케치 미쓰히데 (明智 光秀)   | 하세가와 히로키 (長谷川博己)  | 19.1% (제1회)  | 14.4%        |      |
| 59 | 기린이 온다 (麒麟がくる)                                      | 2021년   | 2월 7일            | 44회        | -      | 이케하다 슌사쿠 (池端俊策) 마에카와 요이치 (前川洋一) 이와모토 마야 (岩本真耶) | 아케치 미쓰히데 (明智 光秀)   | 하세가와 히로키 (長谷川博己)  | 19.1% (제1회)  | 14.4%        |      |
| 60 | 청천을 찔러라 (青天を衝け)                                    | 2021년   | 2월 14일           | 41회        | -      | 오오모리 미카 (大森 美香)                                                      | 시부사와 에이이치 (渋沢 栄一) | 요시자와 료 (吉沢亮)          | 20.0% (제1회)  | 13.6%        |      |
| 60 | 청천을 찔러라 (青天を衝け)                                    | 2021년   | 12월 26일          | 41회        | -      | 오오모리 미카 (大森 美香)                                                      | 시부사와 에이이치 (渋沢 栄一) | 요시자와 료 (吉沢亮)          | 20.0% (제1회)  | 13.6%        |      |
| 61 | 가마쿠라도노의 13인 (鎌倉殿の13人)                            | 2022년   | 1월 9일            | 48회        | -      | 미타니 코키 (三谷 幸喜)                                                        | 호조 요시토키 (北条 義時)     | 오구리 슌 (小栗 旬)           | 17.3％ (제1회) | 12.7%        |      |
| 61 | 가마쿠라도노의 13인 (鎌倉殿の13人)                            | 2022년   | 12월 18일          | 48회        | -      | 미타니 코키 (三谷 幸喜)                                                        | 호조 요시토키 (北条 義時)     | 오구리 슌 (小栗 旬)           | 17.3％ (제1회) | 12.7%        |      |
| 62 | 어떡할래 이에야스 (どうする家康)                              | 2023년   | 1월 8일            | 48회        | -      | 코사와 료타 (古沢 良太)                                                        | 도쿠가와 이에야스 (徳川 家康) | 마츠모토 준 (松本潤)          | % (제회)       | %            |      |
| 62 | 어떡할래 이에야스 (どうする家康)                              | 2023년   | 12월 17일          | 48회        | -      | 코사와 료타 (古沢 良太)                                                        | 도쿠가와 이에야스 (徳川 家康) | 마츠모토 준 (松本潤)          | % (제회)       | %            |      |
| 63 | 빛나는 그대에게 (光る君へ)                                    | 2024년   | 1월 7일            | 48회        | -      | 오오이시 시즈카 (大石 静)                                                      | 무라사키 시키부 (紫式部)      | 요시타카 유리코 (吉高 由里子) | % (제회)       | %            |      |
| 63 | 빛나는 그대에게 (光る君へ)                                    | 2024년   | 12월 15일          | 48회        | -      | 오오이시 시즈카 (大石 静)                                                      | 무라사키 시키부 (紫式部)      | 요시타카 유리코 (吉高 由里子) | % (제회)       | %            |      |
| 64 | 베라보 ~쓰타주 영화의 꿈 이야기~ (べらぼう～蔦重栄華乃夢噺～) | 2025년   | 1월 5일            | 회          | -      | 모리시타 카코 (森下 佳子)                                                      | 쓰타야 주자부로 (蔦屋 重三郎) | 요코하마 류세이 (横浜 流星)   | % (제회)       | %            |      |
| 64 | 베라보 ~쓰타주 영화의 꿈 이야기~ (べらぼう～蔦重栄華乃夢噺～) | 2025년   |                    | 회          | -      | 모리시타 카코 (森下 佳子)                                                      | 쓰타야 주자부로 (蔦屋 重三郎) | 요코하마 류세이 (横浜 流星)   | % (제회)       | %            |      |

## 같이 보기
- KBS 1TV 대하드라마